# Poa humillima
Poa humillima är en gräsart som beskrevs av Pilg.. Poa humillima ingår i släktet gröen, och familjen gräs. Inga underarter finns listade i Catalogue of Life.